# 로티플 스카이
로티플 스카이(본명: 김하늘, 1988년 3월 22일 ~ 2013년 10월 8일)는 대한민국의 가수이다. 알스컴퍼니 소속이였다. 2013년 10월 8일 원인 불명의 사인으로 25세의 나이에 돌연사했다.

## 생애
2001년에 13세에 하늘이란 예명으로 데뷔하였으며, 이후 오랜 공백기를 가졌다가 2009년 음악 그룹 매드모아젤의 멤버로 활동하였다. 2010년에 디지털 싱글 앨범을 발표하면서 활동명을 로티플 스카이로 바꾸고 다시 솔로 가수로 활동하였다. 그러나 2013년 9월 17일 이유없이 갑자기 의식을 잃었다. 2013년 10월 8일 가톨릭대학교 서울성모병원에서 25세의 삶을 마쳤다. 한때 뇌종양으로 사망했다는 오보가 있었으나, 돌연사로 사망한 사실이 확인되었다.

## 음반 목록
- [2009.04.12]매드모아젤 미니 앨범 《MADmoiselle》 (매드모아젤)
- [2001.08.16] 하늘 1집 《Voice of Purity》 (보이스 오브 퓨리티)
- [2010.07.22] 로티플 1st 스카이 디지털 싱글 앨범 : No Way (노 웨이)
- [2013.02.12] 로티플 2nd 스카이 디지털 싱글 앨범 : Get Away

## 협업 / 기타
- [2007.09.05] House Rulez - Mojito (#3 Mojito (feat. Hanul))
- [2008.06.20] My-Q - This is for you (#4 Yeoreum Haneul (feat. Hanul))
- [2008.09.24] Listen Campaign (#4 Save My Heart)
- [2008.11.18] Ignite - 1st Single Album - Ignite Spot (#2 Good Memories (feat. Hanul))
- [2009.06.16] Ignite - Look So Good (#10 Good Memories (feat. Hanul) (Full Version))
- [2009.08.28] Style OST (#1 Tell Me (JP, Hanul), #5 Eojjeoda Neoreul, #17 Tell Me (Hanul Version))
- [2011.07.14] BIG BANG - BIG BANG 2+1 (#1 2+1 (feat. Hanul))
- [2011.07.29] Scent of a Woman OST Part.1 - (#2 Bluebird)

## 출연작

### 텔레비전
- [2002년] 레츠고 (SBS)
- [2011년] Manny (매니) (tvN) EP5

### 영화
- [2002년]《몽정기》